# Aviador Dro vs Mystechs: El Combate del Siglo (EP)
Aviador Dro vs Mystechs - El combate del siglo es un EP del grupo musical Aviador Dro, compartido con la banda de electropunk de Chicago "Mystechs". Fue editado por "Anarquía Científica Records" con una tirada limitada de 500 copias, para la minigira conjunta que ambos grupos realizaron en julio de 2007 y conmemorativa del décimo aniversario de la web "www.nuclearsi.com" que es la página no oficial más antigua sobre Aviador Dro. 
Contiene un total de seis temas inéditos (tres por cada grupo).

## Lista de canciones
| Título                               | Autor                               | Duración |
| ------------------------------------ | ----------------------------------- | -------- |
| Camarada Bakunin 07                  | Aviador Dro                         | 5:50     |
| Shake what Darwin Gave 'Ya           | Mystechs                            | 2:50     |
| Local 15, Visitante 0                | Aviador Dro (versión de Decibelios) | 2:49     |
| Robot jerks from the planet f*** you | Mystechs                            | 3:21     |
| Laser 07                             | Aviador Dro                         | 3:06     |
| Lick the power                       | Mystechs                            | 2:31     |